# 아이티의 역사
아이티의 역사는 1492년 12월 5일 크리스토퍼 콜럼버스가 이후 카리브해로 알려지게 되는 서대서양에 히스파니올라섬을 발견한 이후부터 시작되었다. 당시 아이티에는 섬의 원주민이던 타이노 족과 아라와칸 족 등 토착민들이 살고 있다.

## 스페인 점령
아이티는 1492년 크리스토퍼 콜럼버스가 히스파니올라섬을 발견한 이래, 섬의 원주민이던 타이노 족과 아라와칸 족 등 토착민들이 학살과 질병으로 인해 몰살당하자, 아프리카에서 흑인노예들을 데려와 일하게 하였으며, 이들이 현 아이티 인들의 선조이다. 토착민들은 흔적도 없이 사라졌다.

## 프랑스 점령

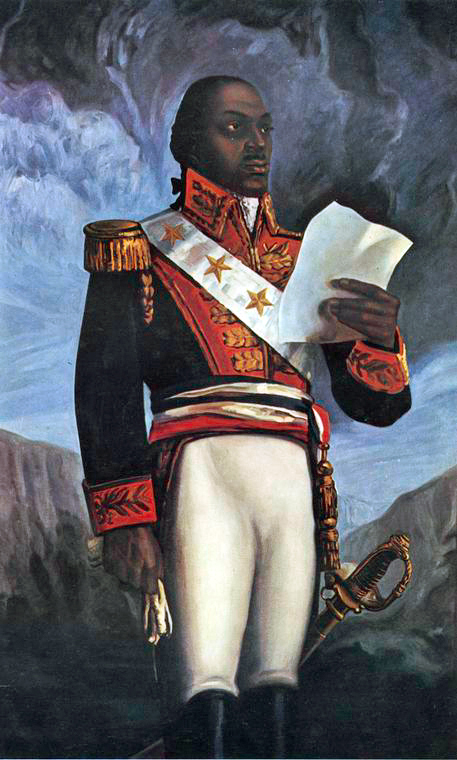
투생 루베르튀르

처음에 에스파냐의 식민지였으나, 나중에 프랑스가 차지하였다. 섬의 서쪽을 프랑스가 1659년 이후 서서히 점령했지만, 쇠퇴의 일로를 걸었던 스페인은 그것을 막을 여력이 없었고, 1697년의 라이스윅 조약으로 섬의 서쪽 3분의 1은 프랑스령 되었다. 이 부분이 현재 아이티의 국토가 되었다. 프랑스는 이곳을 프랑스령 생도맹그(Saint - Domingue)라고 불렀다.

### 아이티 혁명
프랑스 혁명과 프랑스 인권 선언에 고무된 생도맹그의 유색인종과 흑인은 억눌린 자유와 시민들을 위해 싸우기 시작했다. 1791년 아프리카계 다수민족들이 시작한 혁명은 가장 중요한 것이었다. 투생 루베르튀르, 장자크 드살린, 앙리 크리스토프 등이 이끄는 흑인 반군은 백인 지주를 처형한 뒤 프랑스에 선전 포고를 했다. 영국과 스페인이 이 지역을 점령하기 위해 파견한 군대를 격퇴하고, 생도맹그 전역을 장악했다. 1792년 프랑스 정부는 소요를 잠재우기 위해 세 명의 판무관을 군대와 함께 파견했다. 그들은 더 많은 자유를 원하는 유색 자유민들과 동맹을 다지기 시작했다. 1793년 프랑스와 영국은 전쟁상태로 돌입하여, 영국군이 생도맹그를 침공하였다. 1793년 1월 21일 루이 16세의 처형으로 식민지에도 긴장이 높아졌다. 유색인종과 흑인 노예들과 동맹을 맺기 위해 프랑스인 판무관 송토나와 폴베렐은 본국의 의회에 승인을 받지도 않고, 식민지에서 노예제도를 폐지를 선언했다. 6개월 후 로베스피에르와 자코뱅당이 이끄는 국민 공회는 노예제도 폐지안을 승인하고, 프랑스 전 식민지로 확대했다.
볼테르 등의 영향을 받은 혁명가 투생 루베르튀르는 전노예이자, 노예반란의 지도자로 내외부의 적들과 몇 년을 싸운 후 1794년 평화를 쟁취하였다. 루베르튀리는 잘 훈련된 유연한 군대를 이끌고, 식민지를 침범하려는 스페인군과 영국군을 모두 물리쳤다. 그는 침략자들을 초대한다든가, 또는 플랜테이션에서 일하는 노예들을 해방하라고 주장하는 등 대담한 조치로 안정과 영토회복을 꾀하였다. 그는 또한 영국과 미국과의 무역 계약을 갱신하기도 했다.
1804년 1월 1일 그가 주도한 흑인 노예들의 혁명으로 프랑스로부터 결국 독립을 쟁취하게 된다.
이 나라는 아메리카에서는 미국 다음으로 두 번째로 독립하였으며, 노예제 폐지를 법령화한 최초의 북아메리카 국가이다.

## 미국 점령
세계 최초로 흑인노예들에 의해 주도된 민중혁명과 헌법에 의해 수립된 흑인 공화국이지만 제1차 세계 대전을 틈타 침공해 온 미국에 의해 1915년 ~ 1934년까지 점령된 바가 있었다.
1870년대 말 이후 여전히 분열과 반란은 계속되었지만, 아이티는 근대화의 길을 걷기 시작했으며, 설탕 무역 등 경제가 발전하기 시작했다. 그러나 프랑스에 배상금은 갚을 엄두도 내지 못했고, 근대화를 위한 빚도 계속 늘어나 아이티의 재정을 압박했다. 또한 독일의 간섭과 아이티 점령, 식민지화의 시도도 반복 되었기 때문에, 카리브을 뒤뜰로 간주하는 미국의 경계를 불렀고, 1915년, 미국은 채무 상환을 구실로 해병대를 아이티에 보내 점령을 시도하였다. 샤르루마 뉴 페라루토 장군이 해병대와 싸웠지만, 패배했고 수십 만 명의 아이티인이 쿠바와 도미니카 공화국에 망명했다. 미군은 1934년까지 군정을 계속하여 그동안 미국을 모델로 한 헌법의 도입, 분열을 되풀이하지 않기 위한 권력과 산업 자본의 집중, 군대의 훈련을 했지만, 이것은 현재에 따르는 지역 쇠퇴와 이후 군사 독재를 부른 군부의 강화 등 부정적인 측면도 남겼다. 또한 아이티의 대외 재정은 1947년까지 미국이 계속 관리하였다.
1934년 세계 공황의 영향과 니카라과의 산디노 군에 고전을 하자, 루즈벨트 대통령의 선린 외교 정책으로 인해 아이티에서도 해병대가 철수하게 되었다. 미국 점령 이후 몇 명의 뮬라토 대통령이 공화제 하에 교체되었지만, 경제적 어려움은 계속되었고, 1946년에는 쿠데타가 발생하여 듀마르세 에스티메가 오랜만에 흑인 대통령이 되었다.
사회 보장 및 노동 정책의 개선, 다수파 흑인의 정치적 자유 확대 등 다양한 진보적인 개혁을 시도했지만, 개혁은 뮬라토와 흑인과의 충돌 등 국내 혼란을 초래했다. 1950년 에스티메는 헌법을 개정하여 재선을 시도하였기 때문에, 뮬라토 층과 흑인 엘리트들에 의한 쿠데타로 흑인 엘리트 군인이었던 폴 마그로워에 의한 군사 정권이 탄생했다. 그의 시대, 경제는 커피와 미국에서 관광 등 경기에서 한때 호황을 누렸지만, 또 다시 재선을 시도한 것을 계기로 전국에서 총파업이 일어나 혼란을 겪은 가운데 1956년 말 쿠데타로 전복되었다.

## 뒤발리에 독재 정권
1957년 쿠데타로 탄생한 군사 독재 정권하에서 민정 이양과 대통령 선출을 놓고 총파업과 쿠데타가 반복되는 정치 혼란, 9월에 열린 총선을 계기로 흑인 다수파를 대표하는 의사이자, 포퓰리스트 정치인으로 프랑수아 뒤발리에가 대통령에 취임했다. 그는 복지와 보건 관련 작업을 했으며, 흑인 진보주의자로 간주되어 “아빠 의사"라고 사랑받았지만, 다음 1958년부터 갑자기 독재자로 돌아서면서 경찰과 국가 재정 등을 사유화시키면서, 현대에서도 보기 드문 최악의 군사 독재 체제를 탄생시켰다.
뒤발리에는 계엄령을 발동하여 언론과 반대파를 탄압하고, 비밀 경찰 통통 마쿠트를 발족시켜 많은 국민을 체포하고, 고문하며, 살해했다. 1971년에 뒤발리에가 사망하자, 아들 장 클로드 뒤발리에("베이비 독")가 뒤를 이었다. 국가 재정이 파탄나면서, 쿠데타로 뒤발리에가 축출되는 1986년까지 장기에 걸쳐 뒤발리에 부자 주도 아래 통통 마쿠트가 암약하는 암흑 시대가 계속되었다.

## 쿠데타와 민주화

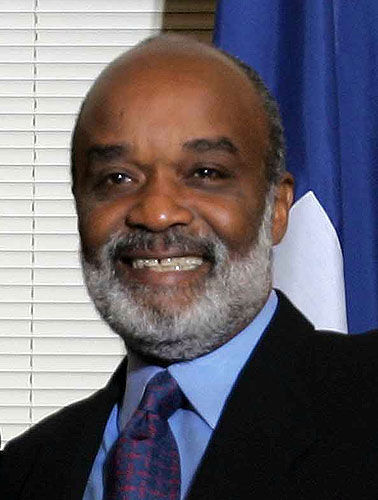
르네 프레발 전대통령

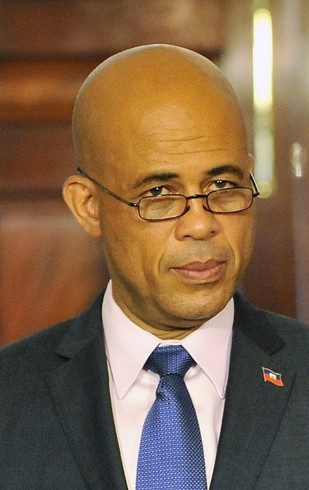
미셀 마르텔리 현대통령

장 클로드 뒤발리에가 축출당하고 망명하자, 앙리 낭피 중장이 권력을 잡았다. 낭피는 비밀 경찰 제도를 해체시키려 하였으나, 실패하고 말았다. 1987년 3월 국민들에 의한 대통령과 법률의 선거를 규정하는 헌법이 채택되었다. 그러나 정부는 민간 선거인들에 의한 선거관리를 군부로 옮기려 하였다. 대통령 선거가 1987년 11월 29일에 치러질 예정이었으나, 투표장들에서 테러리스트들이 선거인들을 공격한 결과로 취소되었다.
1988년 1월에 새 선거가 실시되어 의회와 민간인 대통령을 뽑았으나, 6월 낭피는 정부를 무너뜨리고 자신을 군사 정권의 우두머리로 선언하였다. 9월에 아이티의 대통령 경호원 부대들은 낭피를 축출시켰다. 프로스페르 아브릴 중장이 대통령이 되어, 독재자로 정권을 잡았다.
1990년 3월 아브릴 대통령은 그의 통치에 반항하는 데모에 의하여 사임하였다. 12월 아이티 국민들은 장 베르트랑 아리스티드를 대통령으로 선출하였다. 1991년 민주적인 선거에 의해 선출된 좌파 아리스티드가 대통령에 취임했다. 그러나 1991년 9월 라울 세도라 장군의 군부 쿠데타로 아리스티드를 축출했고, 그는 해외로 망명하였다. 아리스티드 지지파인 《아이티의 진보와 발전을 위한 전선》은 많은 이들이 살해되었다. 그 조치로 미주 기구(OAS)는 아이티와 무역에 보이콧하였다. 그러자, 많은 아이티인들이 작은 보트를 타고 미국으로 탈출하려했다. 먼저, 미국 정부는 피난민의 대부분을 아이티로 돌려보냈다. 후에 피난민들은 쿠바의 관타나모 만에 있는 미군 기지로 보내졌다. 군사 정권은 유엔(국제 연합 아이티 미션)과 미국의 군사 작전, 경제 제재 등 압력, 또는 군사적 압력을 받고 정권을 반납하게 된다. 세도라 장군이 하야하고 아리스티드가 1994년 대통령에 복귀했다. 1996년, 아리스티드파인 르네 가르시아 프레발이 새로운 대통령이 되었다.

## 2000년 이후
2001년에는 다시 아리스티드가 대통령에 재선되었다. 그의 지도력 아래 아이티는 경제적 어려움과 정치적 불안정을 겪어 4년 만에 쿠데타로 쫓겨난다. 아리스티드는 아프리카로 피난갔다. 다국적군으로 구성된 평화유지군이 다시 아이티에 도착하였고, 과도적 정부가 수립되었다.

### 2004년 쿠데타
2004년에 몰아닥친 홍수와 열대성 폭풍 진(Tropical Storm Jeanne)에 의하여, 5,500명 이상의 사람들이 사망하거나 실종되었다. 2004년 2월 5일 《아이티 해방 재건 혁명 전선》이 북부의 마을 고나이브로에서 봉기 했다. 1994년 이후에 군의 해체가 진행되었기 때문에, 반정부 무장 세력에 대해 정부 측은 무력으로 충분한 저항을 할 수가 없었다. 2월 29일, 아리스티드 대통령이 사임하고, 이웃나라 도미니카 공화국으로 출국했다가 중앙아프리카 공화국에 망명했다. 아렉산드르 최고재판소 장관이 1987년의 헌법의 규정에 따라서 임시 대통령이 되었다. 아리스티드 전대통령은 중앙아프리카 공화국에 있어 프랑스군의 보호 하에 들어갔다. (이 사건에 대해서는 미국의 관여했다는 주장도 있다.)
삼자평의회는 즉시 지식인 회의를 시작하여 유엔 사무국에 있던 라트르츄를 수상으로 지명하여, 정부를 구성했다. 일련의 움직임에 대해 유엔은 임시 대통령 아렉산드르의 요청에 근거하여 다국적 임시군(MIF)의 현지 파견을 승인했고, 3월 1일에는 미군을 주력으로 아이티에 상륙했다. 4월 20일에는 〈안보리 결의안 1542호〉가 채택되어 MIF의 후속으로서 브라질 육군을 주력으로 하는 《국제연합 아이티 안정화 미션》(MINUSTAH)을 설립하고, 치안 회복 등을 시작하게 되었으며, 여러 차례 기간 연장으로 2011년에도 활동 중이다.

### 2006년 재선거
2006년 아이티 국민들은 의회를 뽑았고, 2월에 대통령 선거를 통해 르네 프레발이 51%의 득표율로 당선하였고, 5월에 대통령으로 취임했다. 프레발은 가난한 아이티인들을 후원하는 희망당의 당원이었다.

### 2008년 폭동
2008년 포르토프랭스와 르 카예에서 식품 가격의 인상을 항의하는 폭동이 일어났다. 그 결과, 의회는 자크-에두아르 알렉시 총리를 면직시키는 투표를 하였고, 9월 미셸 피에르-루이가 아이티의 두 번째 총리로 선출되었다. 그해에 몰아닥친 열대석 폭풍과 허리케인에 의하여, 수백명의 국민과 수천명의 노숙자들이 사망하였다. 고네이브(Gonaives)가 크게 파괴되었고, 아이티의 농업은 큰 타격을 입고 말았다.

## 2010년 지진
2010년 1월 12일에 수도를 중심으로 일어난 진도7.0의 강진으로 인해 많은 피해가 났으며, 진도 5.0의 여진만 20여차례가 잇따랐다. 이 사태로 정부 기능은 마비가 되어 사실상 무정부 상태에 빠졌다.

#### 2011년 대통령 선거
2010년 인기가수 출신인 미셀 마르텔리가 농민행동당(Repons Peyizan)을 창당하고, 대선 출마를 하여, 2011 4월 20일 제44대 대통령에 당선되었으며, 2011년 5월 14일 수도 포르토프랭스 대통령궁 앞 광장에서 국내외 주요 인사 1,200여명이 참석한 가운데 아이티 대통령직에 공식 취임했다.

## 같이 보기
- 아이티 혁명

## 참고 서적
- Michael Deibert. Notes from the Last Testament: The Struggle for Haiti. Seven Stories Press, New York, 2005. ISBN 1583226974.
- Kurlansky, Mark. 1992. A Continent of Islands: Searching for the Caribbean Destiny. Addison-Wesley Publishing. ISBN 0-201-52396-5.
- Polyne Millery. From Douglass to Duvalier: U.S. African Americans, Haiti, and Pan-Americanism, 1870-1964 (University Press of Florida; 2010) 292 pages;
- Popkin, Jeremy. You Are All Free: The Haitian Revolution and the Abolition of Slavery(Cambridge University Press; 2010) 422 pages